# Naval Trench Cemetery

## Cimetière militaire du Pas-de-Calais
Le   Naval Trench Cemetery  est un cimetière militaire de la Première Guerre mondiale, situé sur le territoire de la commune de Gavrelle, dans le département du Pas-de-Calais, à  9 km au nord-est d'Arras.

## Localisation
Ce cimetière est situé à 1 km au sud-est du village, en pleine campagne. On y accède en empruntant un chemin vicinal puis une sentier gazonné d'une centaine de mètres.

## Histoire

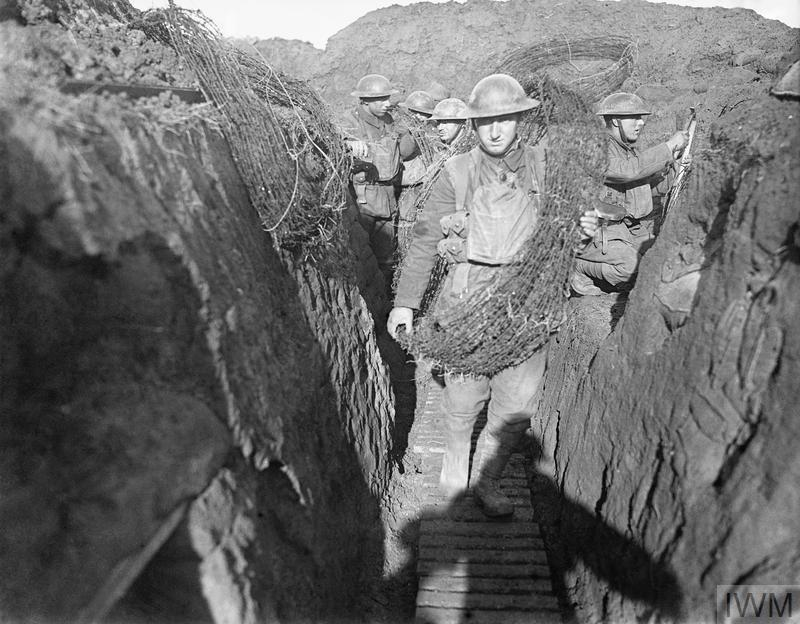
Des hommes du York and Lancaster Regiment, ramassent du fil barbelé pour être utilisé par un groupe de travail de nuit sur le front de la 62è division entre Oppy et Gavrelle, le 13 janvier 1918. © IWM

Aux mains des Allemands depuis fin août 1914, le secteur de Gavrelle est capturé par la 63è Royal Naval Division le 23 avril 1917  lors de la Batailled'Arras.  Le village est repris  par les Allemands le 28 mars 1918 lors de la Bataille du Kaiser. Le secteur sera définitivement libéré le 27 août 1918  par la 51e (Highland) Division. 
Ce cimetière de tire son nom d'une tranchée de deuxième ligne creusée par  la 63e Royal Naval Division à l'été 1917, occupée comme quartier général par le Queen's Westminsters en mars 1918 et reprise par le 6e Black Watch le 26 août 1918. Il a été créé entre avril et novembre 1917.
Le cimetière contient 59 sépultures de la Première Guerre mondiale, dont deux non identifiées. Il y a aussi une sépulture de la Seconde Guerre mondiale dans le cimetière
,.

## Caractéristiques
Ce cimetière a un plan trapézoïdal et est clos par un mur de moellons.

## Sépultures
| Pays        | Sépultures |
| ----------- | ---------- |
| Royaume-Uni | 60         |

## Galerie

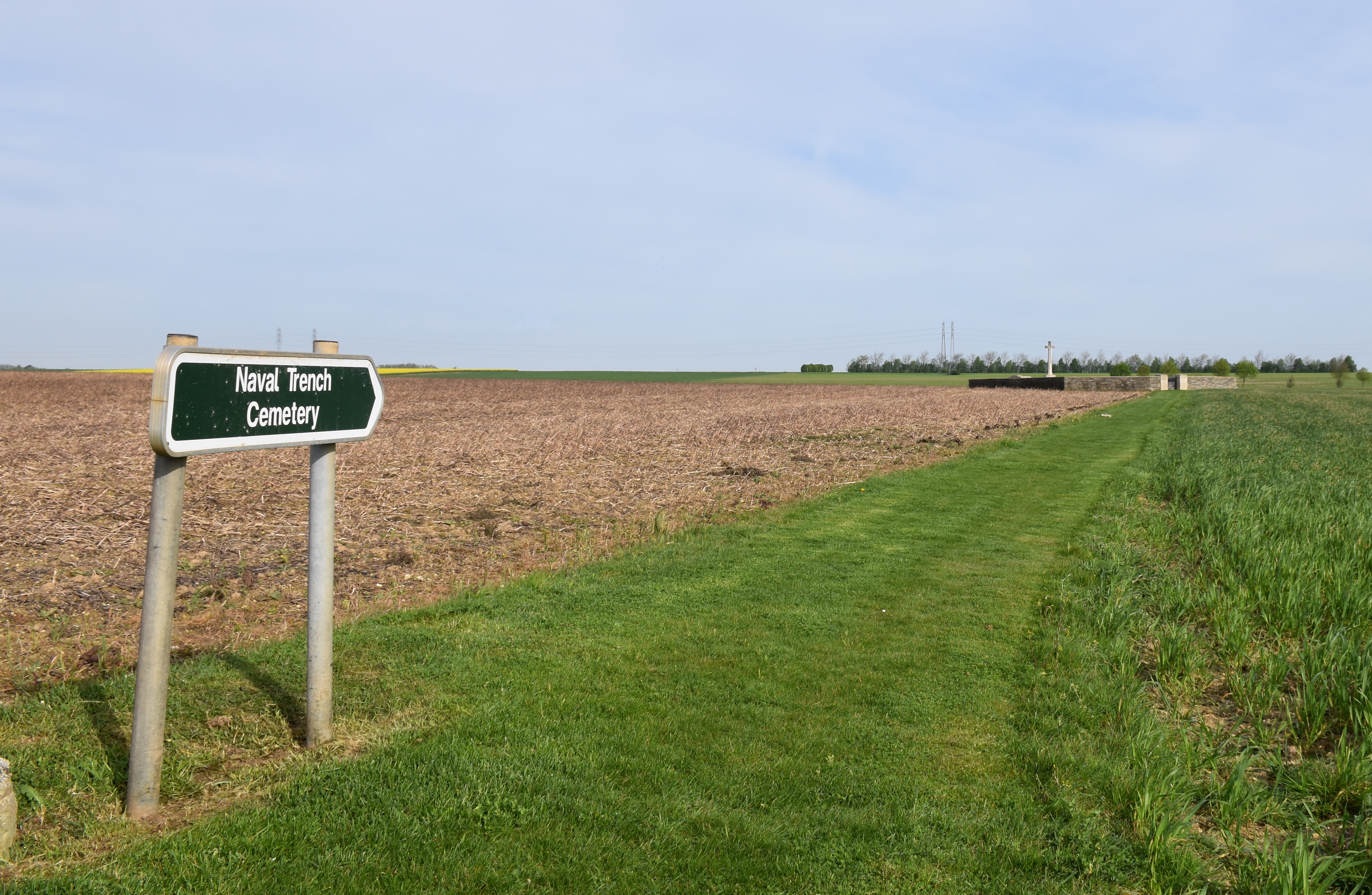
Sentier gazonné d'accès au cimetière.
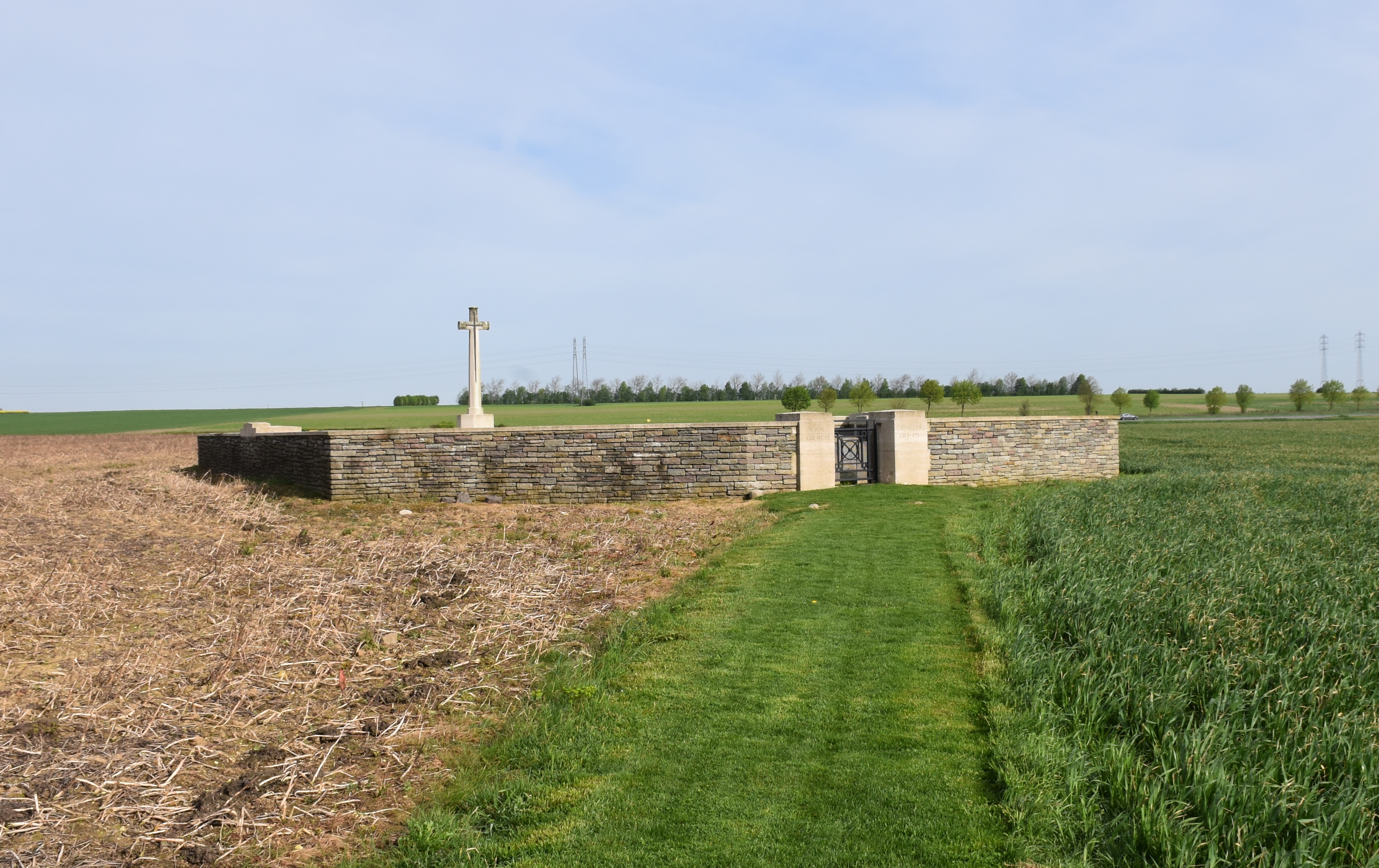
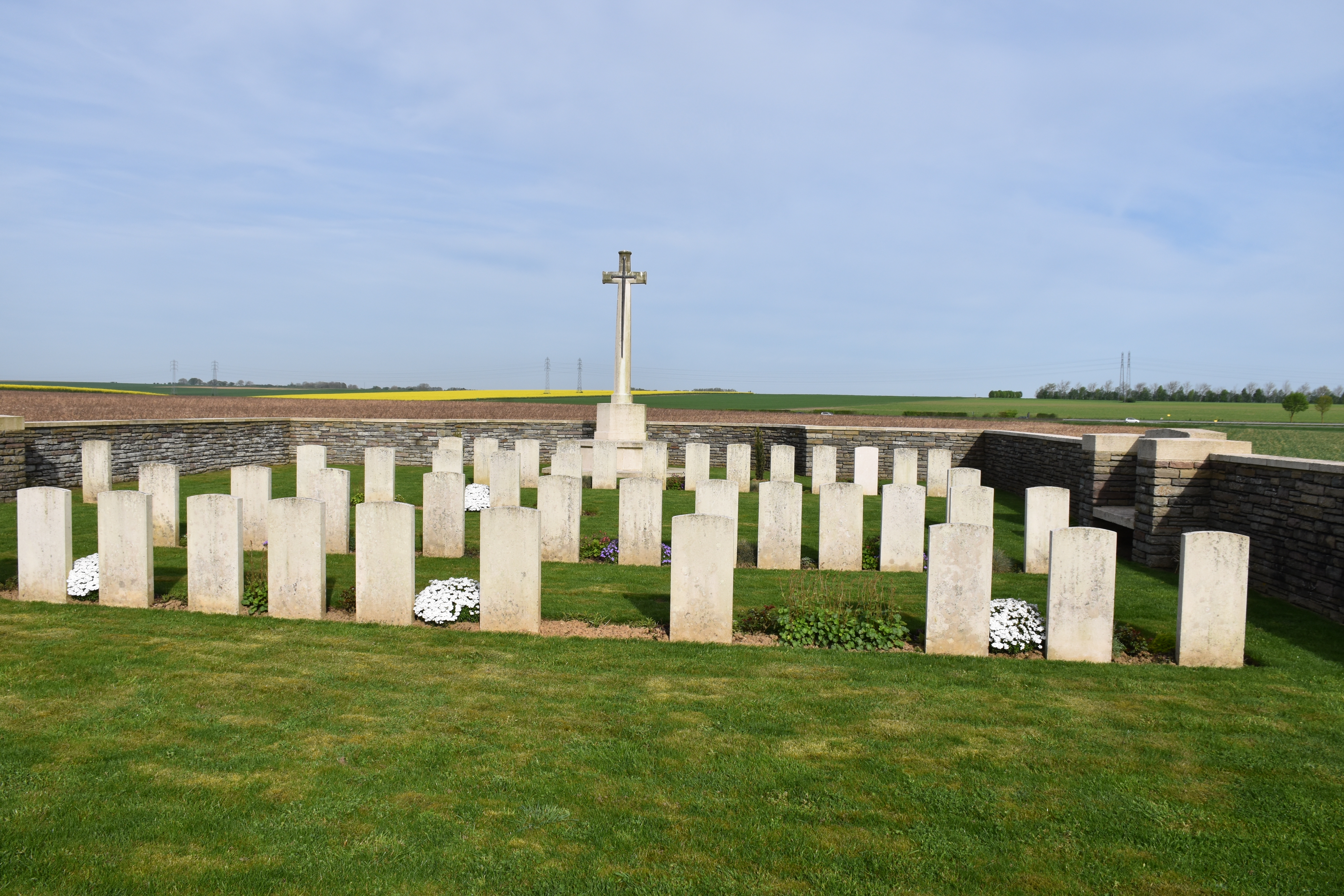
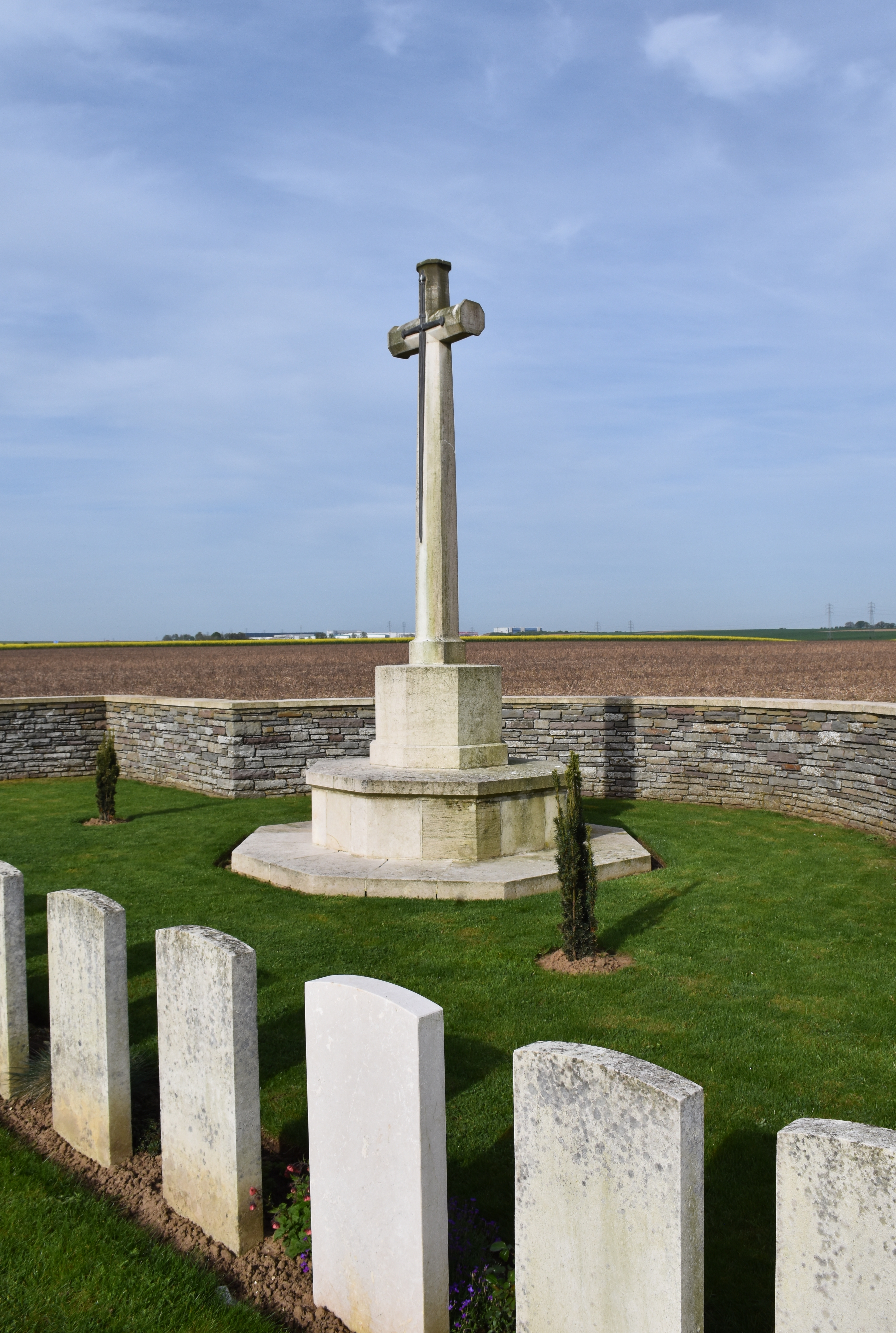
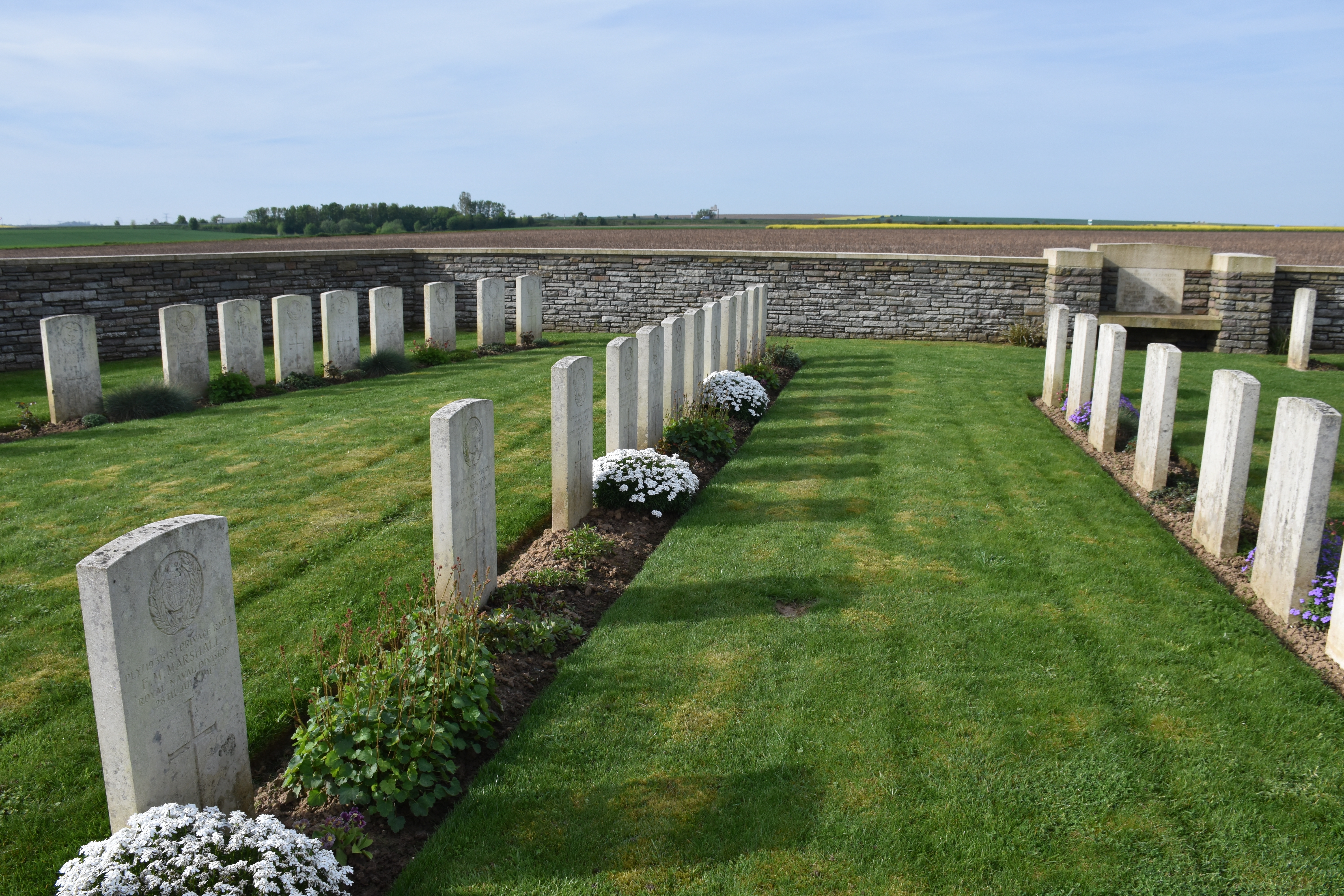
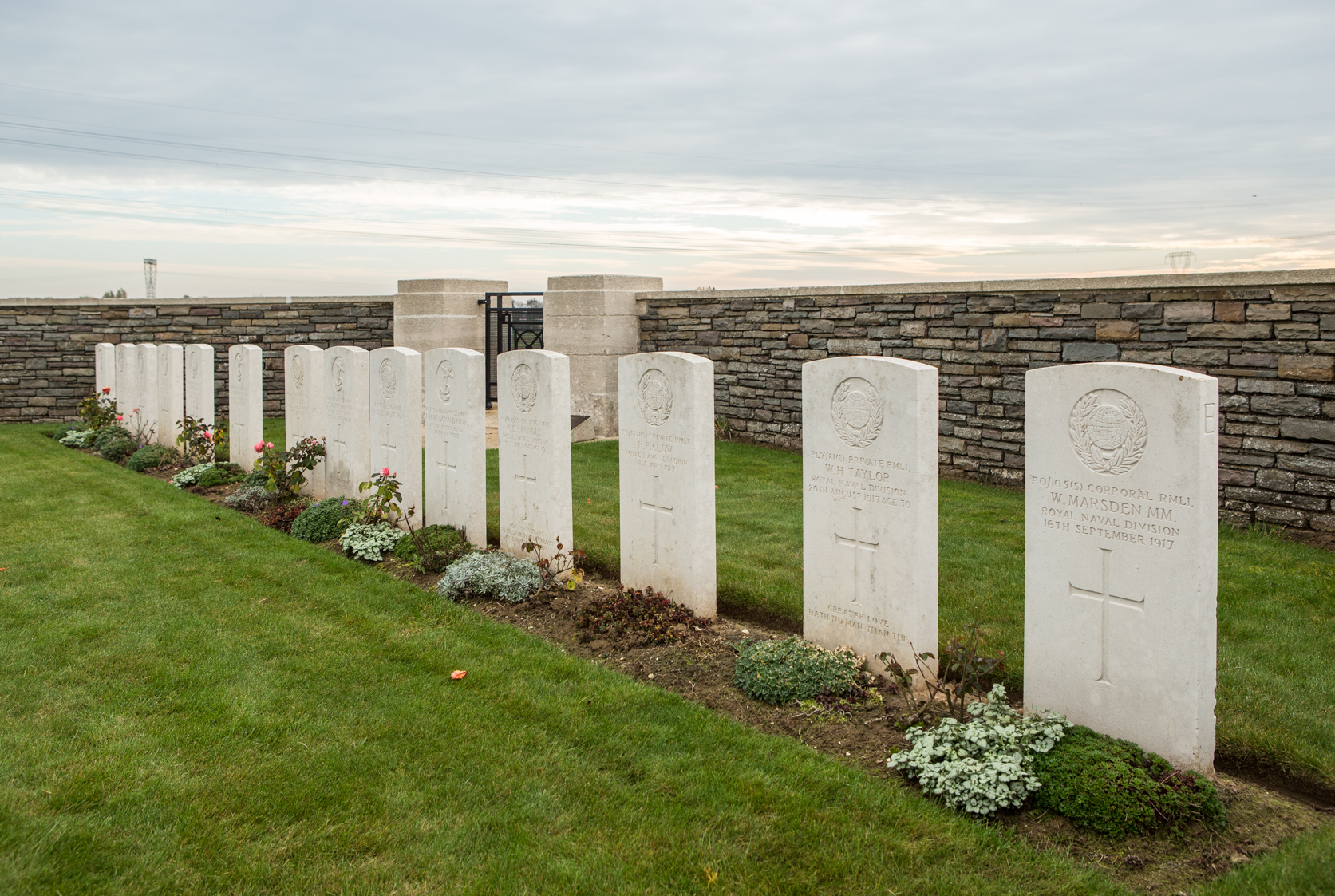
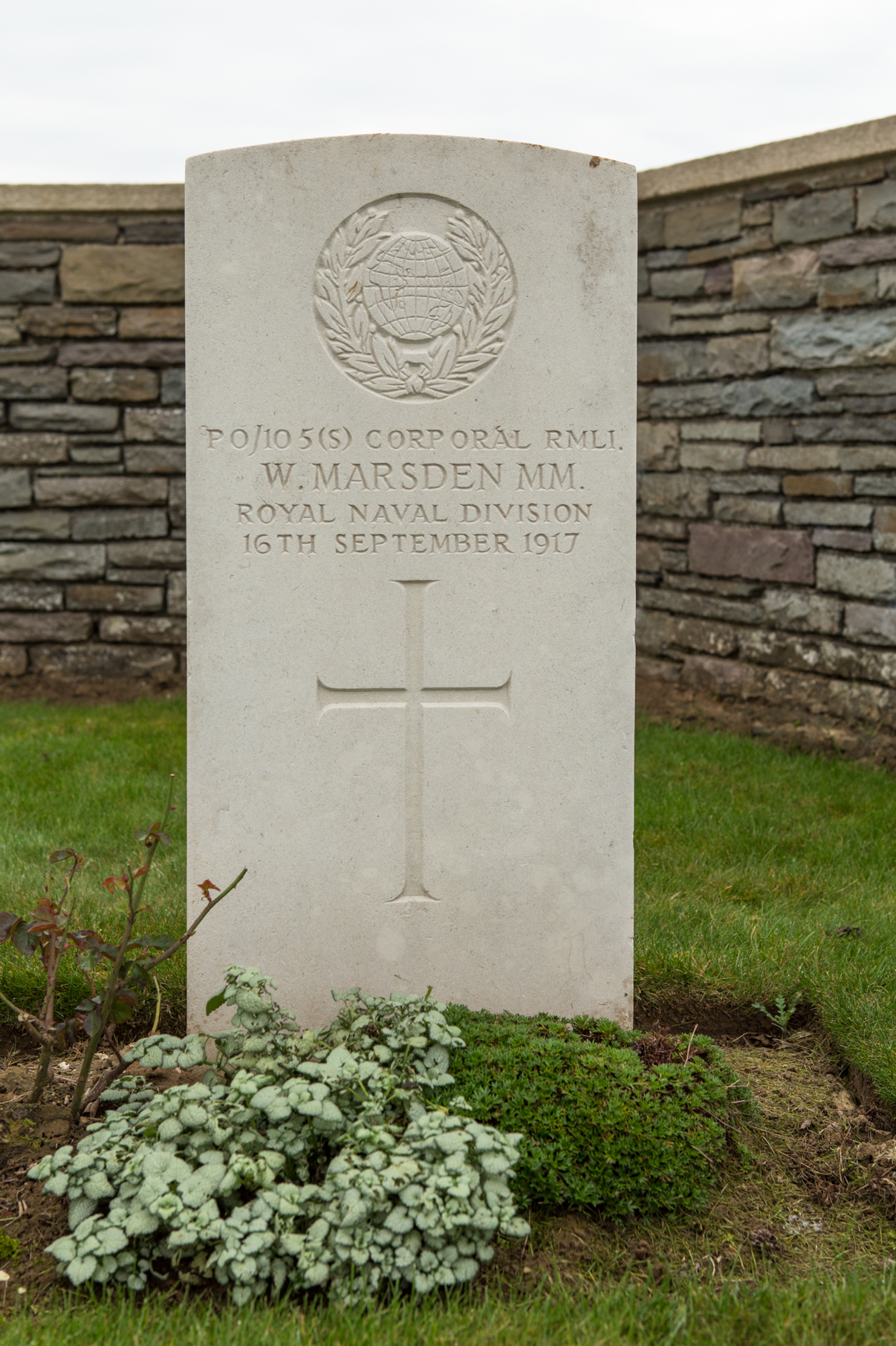
Tombe du Caporal Marsden, soldat de la Royal Naval Division.

## Pour approfondir